# Władysław Chudy
Władysław Chudy (ur. 7 grudnia 1906 we wsi Taras, zm. 3 lipca 1995 w Londynie) – major piechoty Wojska Polskiego, mianowany pułkownikiem przez władze RP na uchodźstwie.

## Życiorys
Urodził się w rodzinie Andrzeja i Marianny z Łosiów . Jego brat Stanisław, kowal z Woli Przedborskiej, zginął w 1942 roku w niemieckim obozie koncentracyjnym Auschwitz-Birkenau, a bracia Antoni i Józef zajmowali się uprawą roli. W Przedborzu ukończył szkołę powszechną, a następnie kontynuował naukę w Radomsku, gdzie w 1927 roku uzyskał świadectwo dojrzałości. Szukając pracy zarobkowej przeniósł się do Radomia, w którym pracował na poczcie przez dwa lata. To doświadczenie sowicie mu się przydało w późniejszym okresie.
W 1929 roku w Gródku Jagiellońskim rozpoczął służbę wojskową, a następnie dostał się do Szkoły Podchorążych Piechoty. 13 sierpnia 1932 roku otrzymał awans na stopień podporucznika ze starszeństwem z dniem 13 sierpnia 1932 roku i 236. lokatą w korpusie oficerów piechoty i przydział do 72 pułku piechoty w Radomiu. 1 marca 1935 roku został mianowany porucznikiem ze starszeństwem z dniem 1 stycznia 1935 roku i 213. lokatą w korpusie oficerów piechoty.
W tym samym roku został przeniesiony do Korpusu Ochrony Pogranicza. Porucznik Chudy pełnił służbę na granicy z Litwą w batalionie KOP „Sejny”. Praktyka oficerska w KOP-ie była okresem nowych doświadczeń. Dobrze zdał ten egzamin zostając odznaczonym Srebrnym Krzyżem Zasługi.

W obliczu wojny otrzymał nowy przydział służbowy, zostając dowódcą 4 kompanii w 134 rezerwowym pułku piechoty w 33 Dywizji Piechoty Rezerwowej, którą dowodził płk. dypl. Tadeusz Zieleniewski. Dywizja w ramach Grupy Operacyjnej „Wyszków” miała za zadanie obrony podejścia do stolicy od strony Prus Wschodnich. W bitwie pod Brańszczykiem, 9 września 1939 roku, por. Chudy został ciężko ranny odłamkami pocisku w plecy, rękę i nogę. Wspominał po latach: 

Ciągle ewakuowany, leżałem w szpitalach w Tłuszczu, Mińsku Mazowieckim, Lublinie i ostatnio w Brześciu-Twierdzy. Tam 20 września szpital przejęli Sowieci, przy czym z miejsca zaczęło urzędować NKWD, wyłuskując lżej rannych. Mnie, niedoleczonego jeszcze, zabrali do brzeskiego więzienia 25 października. W celi nr 21, przewidzianej na siedem, a zapełnionej przez 17 osób, spędziłem całą zimę z 1939 na 1940 rok o głodzie i chłodzie, nękany brutalnymi, nocnymi przesłuchaniami. Ponieważ moje dokumenty zaginęły w trakcie przejazdów pociągami sanitarnymi, uparcie podawałem się za urzędnika pocztowego… może to uchroniło mnie przed wywózką do Starobielska lub Kozielska, czego doświadczyli inni oficerowie.

 Tylko on ocalał z tej celi w brzeskim więzieniu.
Przewieziony został w czerwcu 1940 roku do więzienia w Homlu, a po dalszych 6 miesiącach do Orszy, gdzie otrzymał, jako tzw. „element niebezpieczny” wyrok skazujący go na 10 lat łagru.
W międzyczasie żona urodziła syna, a pozbawiona jakichkolwiek wieści o losach męża, nadała dziecku na jego cześć imię Władysław Andrzej.
Porucznik Władysław Chudy w łagrze Uchta, który znajdował się w Autonomicznej Republice Komi, pracował po 12 godzin przy wyrębie lasu. Co 10 dni, jeden przypadał na odpoczynek. Chudy ważył 50 kilogramów. W 1941 roku wskutek Układu Sikorski-Majski został skierowany do Tockoje, gdzie znajdował się ośrodek formowania Armii Polskiej na Wschodzie. Zajmował się tam organizacją i dowodzeniem kompanii ckm-ów w III batalionie 16 pułku piechoty 6 Dywizji Piechoty. W grudniu 1941 roku otrzymał awans na stopień kapitana.
Po reorganizacji armii na standardy brytyjskie przybrała ona postać 2 Korpusu Polskiego, którym dowodził gen. dyw. Władysław Anders. 16 pułk piechoty przeformował się w 16 Lwowski batalion strzelców 5 Kresowej Dywizji Piechoty w którym kpt. Chudy był dowódcą kompanii dowodzenia. 16 lutego 1944 roku z batalionem po opuszczeniu Ziemi Świętej i Egiptu w ślad za oddziałami Korpusu, drogą morską wylądował we Włoszech. W maju przystąpili do bitwy o Monte Cassino. Nocą z 16/17 16 lwowski batalion strzelców w natarciu, które prowadził zastępca dowódcy, kapitan Antoni Bieganowski, zdobył północną część „Widma”. Niemcy na „Widmo” prowadzili tak silny ostrzał, że tyły batalionu zostały odcięte, co uniemożliwiało dostawę amunicji i ewakuację rannych. O 15.30 powtórzono natarcie, gdy z pomocą saperów, kompania polskich czołgów weszła na „Widmo”. Dopiero nocą z 17/18 maja udało się zdobyć wzgórze San Angelo, które panowało nad okolicą. O godz. 9.40 patrol 12 pułku ułanów podolskich zatknął na ruinach klasztoru biało czerwoną flagę oraz proporczyk pułku. Po wielu latach, staraniem kombatantów batalionu, 3 listopada 1968 roku został ufundowany sztandar batalionu, który gen. Władysław Anders udekorował Krzyżem Srebrnym Orderu Wojskowego Virtuti Militari. Za męstwo w tej bitwie kpt. Władysław Chudy został  wyróżniony Krzyżem Walecznych.
W sierpniu 1944 roku  kpt. Chudy objął stanowisko zastępcy dowódcy, a w listopadzie dowódcy 5 Kresowego batalionu ciężkich karabinów maszynowych. Za walki nad rzeką Santerno i Sillaro oraz za Bolonię odznaczono go najwyższym polskim orderem bojowym, Virtuti Militari. Za walki nad rzeką Senio po raz drugi nadany mu został Krzyż Walecznych, a 1 stycznia 1945 roku awansowany został na stopień majora.
W 1946 roku po zakończeniu działań wojennych, jeszcze we Włoszech dołączyła do niego żona z synem, którym udało się przedostać z kraju. W 1948 roku urodził się drugi syn, Jacek.
Wobec niemożności powrotu do kraju, jeszcze przez kilka lat dowodził w Anglii obozami Polskiego Korpusu Przysposobienia i Rozmieszczenia. Rzeczywistość była nieubłagana, a w lutym 1949 roku stanął z nią oko w oko. Teraz nie odpowiadał już za batalion, lecz za los swoich najbliższych. Byli oficerowie imali się najbardziej brudnych, a tylko takie były im dostępne prace, aby się utrzymać przy życiu. Swojemu hartowi ducha zawdzięcza Władek, że przetrwał... napisał ppłk Antoni Bieganowski w liście do autora.
Władysław Chudy pierwszą pracę rozpoczął w fabryce maszyn w Dursley k. Gloucester. Następnie przeniósł się do fabryki sprzętu radiowego w Malmesbury, w której przepracował 22 lata, aż do emerytury na którą odszedł w 1971 roku. Wówczas przeprowadził się do Londynu, by zamieszkać bliżej synów. Starszy z nich, Władysław był inżynierem elektrykiem, a Jacek doktorem chemii. Był także jeszcze jeden cel: poświęcić się szerzej pracy niepodległościowej.
Podpułkownik Władysław Chudy awansowany z dniem 1 stycznia 1964 roku przez Prezydenta RP na Uchodźstwie Augusta Zaleskiego, teraz już w centrum życia polonijnego, uwolniony z codziennych obowiązków zawodowych, rozpoczął kolejny okres swego życia i służby ojczyźnie. Bardzo ważną stroną życia była dla niego praca społeczna. Ze swymi byłymi podwładnymi i kolegami zawsze utrzymywał kontakty i na miarę skromnych możliwości pomagał im w różnych sprawach. Od 1949 roku był członkiem-organizatorem Skarbu Narodowego inicjując zbiórki na różne cele patriotyczne. Nigdy nie przyjął obywatelstwa brytyjskiego, ani też nie zrzekł się polskiej przynależności. Posługiwał się tzw. Travel Dokument. Bał się jeździć do kraju, choć tęsknił za nim ogromnie, a zdawał sobie sprawę, że jako b. oficer, a już KOP-u w szczególności, byłby tu niemile widziany... Przy każdej nadarzającej się okazji podkreślał, że on znad Pilicy...
Władysław Chudy działając na emigracji zajął trwałe i szczególnie zasłużone miejsce. Był członkiem Najwyższej Izby Kontroli Państwa oraz członkiem Kapituły Orderu Virtuti Militari. Swoją wiedzę i zdolności poświęcił Instytutowi Polskiemu i Muzeum im. gen. Sikorskiego w Londynie, pracując społecznie nad uporządkowaniem i opracowaniem dokumentów polskiej drogi do wolności i niepodległości. Publikował niewiele. Swoje wspomnienia z pobytu w sowieckim więzieniu w Brześciu nad Bugiem przedstawił w paryskich „Zeszytach Historycznych” z 1982 roku.

W uznaniu zasług dla sprawy narodowej, prezydent Ryszard Kaczorowski przed przekazaniem swych insygniów do kraju, awansował go na pułkownika z dniem 10 listopada 1990 roku. Ppłk Bieganowski, sam nad wyraz skromny, nigdy nie nadużywający wielkich słów, wspominając płk. Chudego napisał prosto:

(...) korzenie wspólnych niedoli i sukcesów związały nas mocniej niż więzy krwi(...) był to człowiek godny zaufania, dobry kolega i żołnierz, któremu się ufa!.

Pułkownik Władysław Chudy zmarł w Londynie w dniu 3 lipca 1995 roku. Urnę z prochami złożono w kolumbarium kościoła polskiego pw. Św. Andrzeja Boboli .

## Awanse
- podporucznik – 13 sierpnia 1932
- porucznik – 1 marca 1935
- kapitan – grudzień 1941
- major – 1 stycznia 1945
- podpułkownik – 1 stycznia 1964
- pułkownik – 10 listopada 1990

## Ordery i odznaczenia
- Krzyż Srebrny Orderu Wojskowego Virtuti Militari nr 11310
- Krzyż Oficerski Orderu Odrodzenia Polski
- Krzyż Kawalerski Orderu Odrodzenia Polski
- Krzyż Walecznych (dwukrotnie)
- Srebrny Krzyż Zasługi
- Krzyż Pamiątkowy Monte Cassino nr 17790[6]